# ضفدع نمري
الضفدع النمري أو ضفدع المروج هي مجموعة مكونة من 14 نوعاً من جنس الضفدع الحقيقي. وهذه الأنواع تشترك بشكل عام بأن لونها أخضر مع نقط سوداء تشبه نمط النمر أو الفهد. تعيش عادة في أمريكا الشمالية.

## أنواع
- ضفدع الجزيرة النمري (الاسم العلمي:Rana miadis)
- ضفدع السهول النمري (الاسم العلمي:Rana blairi)
- ضفدع الوهاد النمري (الاسم العلمي:Rana yavapaiensis)
- ضفدع تلالوك النمري (الاسم العلمي:Rana tlaloci)
- ضفدع ريو النمري الكبير (الاسم العلمي:Rana berlandieri)
- ضفدع شمالي النمري (الاسم العلمي:Rana pipiens)
- ضفدع شيريكاوا النمري (الاسم العلمي:Rana chiricahuensis)
- ضفدع غيريران النمري (الاسم العلمي:Rana omiltemana)
- ضفدع مونتي زوما النمري (الاسم العلمي:Rana montezumae)
- ضفدع نمري بركاني (الاسم العلمي:Rana neovolcanica)
- ضفدع نمري بني (الاسم العلمي:Rana brownorum)
- ضفدع نمري جنوبي (الاسم العلمي:Rana sphenocephala)
- ضفدع نمري متشاوف (الاسم العلمي:Rana spectabilis)
- ضفدع نمري مكسيكي (الاسم العلمي:Rana magnaocularis)

## أنواع جديدة
في مارس 2012, تم الإعلان أن فحوص الدي أن أيه أكدت على وجود نوع جديد من الضفدع النمري في مدينة النيويورك الأمريكية قرب ملعب اليانكي.
و شمال نيوجرزي وجنوب شرق النيويورك وجزيرة ستاتن. مازال هذا النوع بدون اسم.

## وصلات خارجية
- Leopard frog at Western Ecological Research Centre
- Leopard Frog Care Information نسخة محفوظة 5 مارس 2012 على موقع واي باك مشين. at Caresheets.net
- Plains Leopard Frog – Rana blairi at the Iowa Reptile and Amphibian Field Guide